# Judith et sa servante avec la tête d'Holopherne (Gentileschi, Oslo)
Pour les articles homonymes, voir Judith et Holopherne.
Judith et sa servante avec la tête d'Holopherne est un tableau réalisé vers 1608-1612 par le peintre italien Orazio Gentileschi, peut-être avec sa fille Artemisia. De format horizontal, cette huile sur toile illustre un épisode du Livre de Judith, dans l'Ancien Testament. Elle représente Judith et sa servante en alerte après la décapitation d'Holopherne, dont la tête gît dans le panier de la domestique, aperçue de dos. L'œuvre est conservée au musée national, à Oslo, en Norvège.

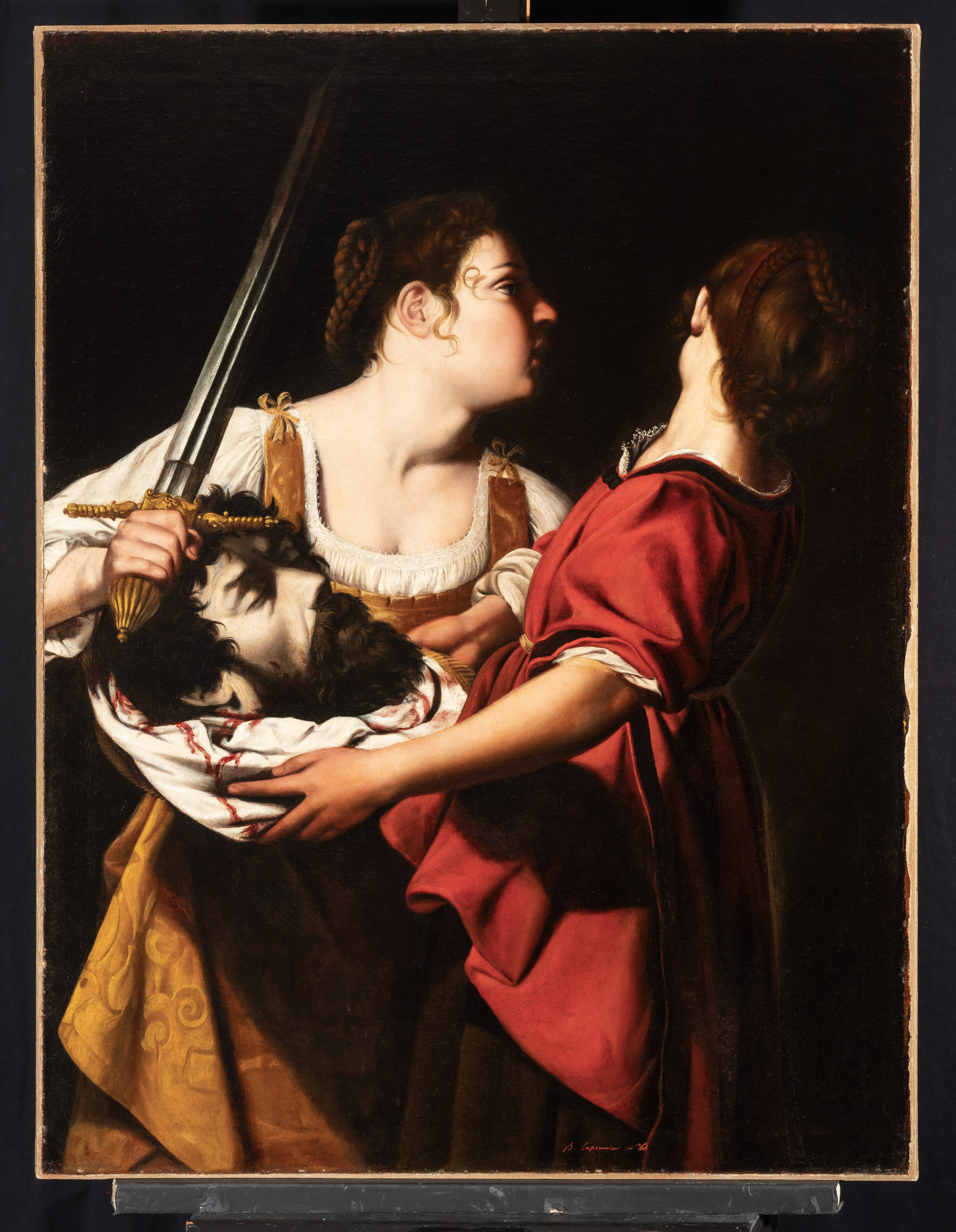
Orazio Gentileschi, Judith et sa servante, vers 1612 – Musée des Beaux-Arts de Bilbao, Bilbao.
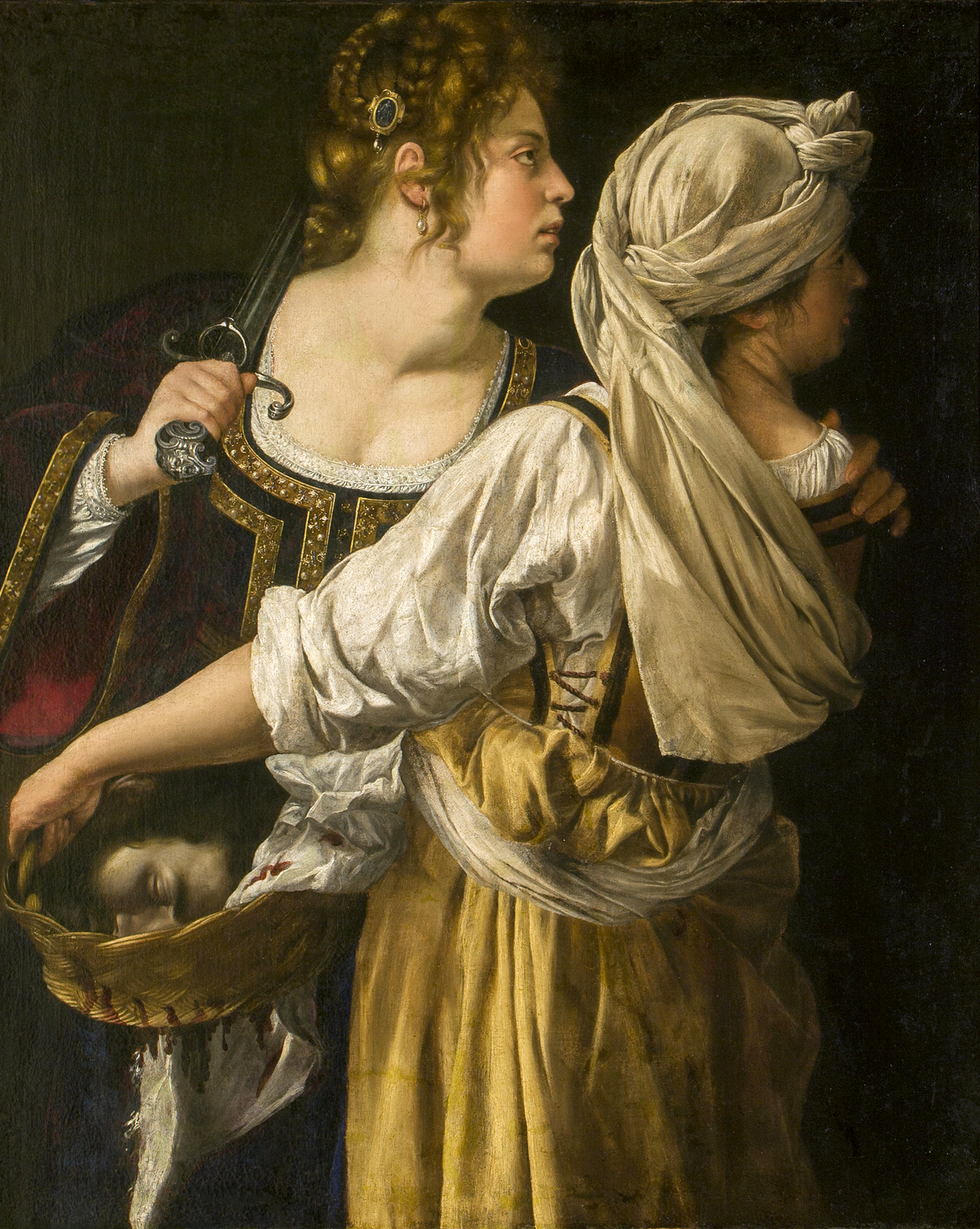
Artemisia Gentileschi, Judith et sa servante, vers 1615 – Galerie Palatine, Florence.